# Alfred Etzold
Alfred Etzold (* 29. oder 30. September 1929 auf Norderney; † 6. Juli 2020 ebenda) war ein deutscher Publizist.

## Leben und Werk
Etzold studierte in Hannover und Berlin Landschaftsarchitektur. Dann arbeitete er als Verlagsredakteur, als Leiter des Bereichs Friedhofswesen und Gedenkstätten im Stadtgartenamt beim Magistrat von Ost-Berlin und als Verwaltungsleiter der Ostberliner Jüdischen Gemeinde. Nach der deutschen Wiedervereinigung war er wissenschaftlicher Mitarbeiter der Wanderausstellung „Jüdische Lebenswelten in Deutschland heute“ und Leiter der Clara-Zetkin-Gedenkstätte in Birkenwerder. Etzold lebte in Berlin und publizierte vor allem zu Themen aus der jüdischen Geschichte in Berlin.

## Buchpublikationen
- Historische Friedhöfe. Jüdische Friedhöfe in Berlin. Hrsg. Institut für Denkmalpflege, 1979 (Reihe Denkmalpflege in der Deutschen Demokratischen Republik; mit Peter Kirchner und Heinz Knobloch)
- Jüdische Friedhöfe in Berlin. Henschelverlag Kunst und Gesellschaft, Berlin, 1987, ISBN 3-362-00146-7 (mit Joachim Fait, Peter Kirchner und Heinz Knobloch)
- Jüdische Grabstätten und Friedhöfe in Berlin. Eine Dokumentation, Edition Hentrich, 1992; ISBN 978-3-89468-035-0
- Der Dorotheenstädtische Friedhof. Die Begräbnisstätten an der Berliner Chausseestraße. Ch. Links Verlag, Berlin, 2002; ISBN 978-3-86153-261-3 (mit Wolfgang Türk)
- Ein Berliner Kulturdenkmal von Weltgeltung. Der jüdische Friedhof Berlin-Weissensee. Hentrich & Hentrich, Berlin, 2006; ISBN 978-3-938485-17-0 (Reihe Jüdische Miniaturen Bd. 38; mit einem Beitrag von Jürgen Rennert)
- Johann Hoeniger. Privatarchitekt und Gemeindebaumeister. Hentrich & Hentrich, Berlin/Leipzig, ISBN 978-3-95565-493-1 (Reihe Jüdische Miniaturen Bd. 285) angekündigt für 2025